# Ляпуни (Нижньогородська область)
Ляпуни (рос. Ляпуны) — село в Лисковському районі Нижньогородської області Російської Федерації.
Населення становить 244 особи. Входить до складу муніципального утворення Кириковська сільрада.

## Історія
Від 2009 року входить до складу муніципального утворення Кириковська сільрада.

## Населення
| 2002 | 2010 |
| ---- | ---- |
| 208  | ↗244 |